# هاروتیون خاچاطریان
هاروتیون یرواندی خاچاطریان (ارمنی: Հարություն Երվանդի Խաչատրյան؛ زادهٔ ۲۰ مهٔ ۱۹۶۵) یک سیاستمدار اهل ارمنستان است که از تاریخ ۱۹۹۵ تا تاریخ ۱۹۹۹ سمت نمایندگی دوره اول مجلس ملی جمهوری ارمنستان را برعهده داشت.

## زندگی‌نامه
در ۲۰ مهٔ ۱۹۶۵ ‏در ایروان به دنیا آمد و از دانشگاه ملی پلی‌تکنیک ارمنستان فارغ‌التحصیل شد. 